# Cerkiew św. Olgi w Oldze
Cerkiew pod wezwaniem św. Olgi – prawosławna cerkiew parafialna w Oldze, w dekanacie kawalerowskim eparchii arsienjewskiej Rosyjskiego Kościoła Prawosławnego.
Świątynię wzniesiono w latach 2007–2012. Poświęcenia obiektu dokonali 1 września 2013 r. metropolita władywostocki i nadmorski Beniamin oraz biskup arsienjewski i dalniegorski Guriasz.
Cerkiew została zbudowana z drewna modrzewia syberyjskiego. Obiekt wieńczą dwie kopuły. Na nadbudowanej od frontu dzwonnicy zawieszono 7 dzwonów, odlanych w Woroneżu, z których największy waży 400 kg.
Uroczystość patronalna – ku czci św. Olgi Kijowskiej – przypada w dniu 24 lipca (tj. 11 lipca według starego stylu).